# Entelegynae
Entelegynae é um subgrupo de aranhas araneomorfas que inclui maioritariamente espécies com 8 olhos e fêmeas com placa genital.
Apesar da maioria ter 8 olhos, algumas das espécies incluídas no grupo são cegas, sem olhos ou com olhos vestigiais. Algumas espécies, como as do género Lygromma (Prodidomidae, Gnaphosoidea), tem 6 olhos.
Este clade contém aranhas cribeladas e não cribeladas.

## Superfamílias
- Eresoidea
- Archaeoidea
- Palpimanoidea
- Mimetoidea
- Uloboroidea
- Araneoidea
- Lycosoidea
- Agelenoidea
- Amaurobioidea
- Dictynoidea
- Sparassoidea
- Selenopoidea
- Zodarioidea
- Tengelloidea
- incertae sedis
  - Chummidae
  - Clubionidae
  - Cryptothelidae
  - Cycloctenidae
  - Halidae
  - Homalonychidae
  - Miturgidae
- Titanoecoidea
- Gnaphosoidea
- Thomisoidea
- Salticoidea
- Corinnoidea